# Jean-Adalbert Balicki
Pour les articles homonymes, voir Balicki.
Jean-Adalbert Balicki (en polonais Jan Wojciech Balicki), né le 25 janvier 1869 et mort le 15 mars 1948, est un prêtre catholique polonais, ayant été directeur spirituel de différents séminaires et confesseur de renommée. Il est vénéré comme bienheureux par l'Église catholique, et fêté le 15 mars.

## Biographie
Jan Wojciech Balicki nait en 1869 à Rzeszów. Dès 7 ans, il va à l'école de formation du séminaire, et à 19 ans il poursuit ses études en vue de la prêtrise au séminaire théologique de Przemyśl. Ordonné le 20 juillet 1892, il est d'abord envoyé à la paroisse de Polna à Grybów où il reste quinze mois - recueillant une réputation de prédicateur doué - jusqu'à ce qu'il soit envoyé pour poursuivre ses études à l'Université pontificale grégorienne de Rome à partir de 1893, et ce jusqu'en 1897. C'est là qu'il obtient un diplôme en études philosophiques et en droit canonique en plus de recevoir un doctorat pour ses études théologiques. C'est aussi là qu'il étudie et se concentre sur saint Thomas d'Aquin. Durant son temps libre, il se rend fréquemment dans les églises vénérer saints et apôtres. Il se rend également compte que la science peut aussi conduire un homme à Dieu.
Son retour au pays le voit rejoindre le séminaire de Przemyśl où il enseigne la théologique dogmatique à partir de 1897. Il occupe le poste de préfet des études jusqu'en 1900, puis devient vice-recteur en 1927, avant d'être nommé recteur en 1928. Six ans plus tard, il est obligé de démissionner à cause de sa santé qui devient mauvaise. Cependant, il continue de vivre au séminaire et à servir de directeur spirituel aux étudiants. Parmi ceux qu'il enseigne se trouvent le bienheureux Władysław Findysz (également son assistant spirituel) et Stanisław Kołodziej (pl), serviteur de Dieu. 
D'autres actions occupent son temps malgré son affaiblissement. Il sert de confesseur au séminaire, à la cathédrale et au couvent des carmélites déchaussées. Aumônier d'hôpital, il visite aussi les malades à domicile. Puis il fonde une maison de retraite pour prostituées. Il est invité à prêcher, à mener des missions et des retraites, comme en témoignent des numéros de la Chronique du diocèse de Przemyśl (dans les rapports sur les missions et les retraites) dans lesquels il est souvent mentionné. En général, il trouve toujours du temps pour les autres et le fait avec dévouement, voire sacrifice, notamment par rapport à sa santé. Il est même surnommé "l'apôtre des pauvres".
Malheureusement, en février 1948, on lui diagnostique une pneumonie bilatérale et une tuberculose à un stade déjà avancé. Jean-Adalbert Balicki décède à l'hôpital le 15 mars de la même année. Un grand nombre de gens se déplacent alors pour lui rendre hommage à l'église du Sacré-Cœur de Jésus où son cercueil est provisoirement déposé. Ses obsèques ont lieu le 18 mars, puis il est enterré à la cathédrale de Przemyśl où son corps repose toujours.

## Béatification et canonisation
- 19 juin 1982 : introduction de la cause en béatification et canonisation
- 15 décembre 1994 : le pape Jean-Paul II reconnaît ses vertus héroïques, lui attribuant ainsi le titre de vénérable
- 18 août 2002 : béatification célébrée à Cracovie lors de la visite pastorale du pape Jean-Paul II

Il est commémoré le 15 mars selon le Martyrologe romain. 

## Source
- (en) Cet article est partiellement ou en totalité issu de l’article de Wikipédia en anglais intitulé « Jan Wojciech Balicki » (voir la liste des auteurs).